# Resolutie 2240 Veiligheidsraad Verenigde Naties
Resolutie 2240 van de Veiligheidsraad van de Verenigde Naties werd op 9 oktober 2015 aangenomen door de VN-Veiligheidsraad. Veertien leden van de Raad stemden voor, enkel Venezuela onthield zich. De resolutie stond landen toe om aan de Libische kust schepen die verdacht werden van mensensmokkel te onderscheppen en indien nodig in beslag te nemen; en dit naar aanleiding van de vele dodelijke slachtoffers die deze activiteit de voorgaande maanden had gemaakt op de Middellandse Zee.
Venezuela onthield zich naar eigen zeggen omdat het vond dat het probleem op een verkeerde manier werd aangepakt. Met name de toepassing van hoofdstuk VII van het Handvest van de Verenigde Naties op een humanitaire crisis zou een gevaarlijk precedent zijn, waarbij de Veiligheidsraad via een achterpoortje in het vaarwater van de Algemene Vergadering kwam. Ook moest men niet enkel de smokkelorganisaties aanpakken, maar ook de oorzaken die de mensen ertoe dreven veiliger oorden op te zoeken.

## Achtergrond
Volgend op de Eerste Libische Burgeroorlog in 2011 verzeilde Libië in chaos. Mensensmokkelaars profiteerden hiervan om migranten uit de sub-Sahara door Libië te smokkelen en op bootjes richting Europa te zetten. Het land werd een van de voornaamste doorgangen naar Europa.
In juni 2015 had de Europese Unie Operatie Sophia op touw gezet om de mensensmokkel over zee aan te pakken. De resolutie van de VN-Veiligheidsraad zou deze militaire operatie legitimeren.

## Inhoud
De Conventie tegen transnationale georganiseerde misdaad en het daarvan deel uitmakende Protocol tegen de smokkel van migranten over land, lucht en zee en Protocol ter voorkoming, onderdrukking en bestraffing van mensenhandel vormden de juridische basis voor de strijd tegen mensenhandel. Wel werd erkend dat migrantenhandel en mensenhandel ten dele niet hetzelfde waren. Ook werd erkend dat onder de betreffende migranten mensen waren die voldeden aan de definitie van 'vluchteling' gesteld in het Verdrag betreffende de status van vluchtelingen uit 1951. Benadrukt werd dat elke migrant, ongeacht zijn of haar status, humaan moest worden behandeld met inachtneming van zijn of haar rechten.
Het was aan de Libische overheid om migrantensmokkel en mensenhandel over haar grondgebied en territoriale wateren te voorkomen. De grenzen van dat land moesten beter bewaakt worden, en andere landen werden gevraagd daarmee te helpen. Zij werden dan ook gevraagd het zee- en luchtruim aan de Libische kust in de gaten te houden en, zoals het internationaal recht toeliet, schepen en boten die geen vlag voerden te inspecteren als werd gedacht dat ze mensen smokkelden. Voor schepen die wel een vlag voerden moest daarvoor toestemming worden verkregen van de vlaggenstaat. Dat land had immers jurisdictie over zijn schepen op zee. Gezien de omstandigheden kregen de landen voor één jaar toestemming om elk verdacht schip te inspecteren en, in geval van overtreding, in beslag te nemen. De vlaggenstaat moest dan wel verwittigd worden.
Lijst ·  2196 ·  2197 ·  2198 ·  2199 ·  2200 ·  2201 ·  2202 ·  2203 ·  2204 ·  2205 ·  2206 ·  2207 ·  2208 ·  2209 ·  2210 ·  2211 ·  2212 ·  2213 ·  2214 ·  2215 ·  2216 ·  2217 ·  2218 ·  2219 ·  2220 ·  2221 ·  2222 ·  2223 ·  2224 ·  2225 ·  2226 ·  2227 ·  2228 ·  2229 ·  2230 ·  2231 ·  2232 ·  2233 ·  2234 ·  2235 ·  2236 ·  2237 ·  2238 ·  2239 ·  2240 ·  2241 ·  2242 ·  2243 ·  2244 ·  2245 ·  2246 ·  2247 ·  2248 ·  2249 ·  2250 ·  2251 ·  2252 ·  2253 ·  2254 ·  2255 ·  2256 ·  2257 ·  2258 ·  2259